# Mohamed ElBaradei
Dr. Mohamed Mostafa El-Baradei (Kairo, Egipat, 17. lipnja 1942.), egipatski je pravnik i političar koji je obavljao funkciju generalnog direktora Međunarodne agencije za atomsku energiju od 1997. do 2009. godine. Godine 2005. s Međunarodnom agencijom za atomsku energiju podijelio je Nobelovu nagradu za mir. Bio je osnivač stranke Ustava, zatim vođa stranke Ustava od 28. travnja 2012. do 14. kolovoza 2013. godine pa potom privremeni potpredsjednik Egipta od 14. srpnja do 14. kolovoza 2013. godine.